# فرانكو (مغني)
فرانكو هو مغني كوبي، (نحو. 1959  م). اسمه الحقيقي فرانكو خافيير إغليسياس، وقد حقق أغنيتين رقم واحد على قائمة أغاني بيلبورد هوت لاتين بأغنيته "Toda la Vida" في عام 1986 و"María" في عام 1988. وحصلت الأغنية الأخيرة على ترشيح Lo Nuestro لأغنية البوب لهذا العام في عام 1989.